# Drilocrius iheringi
Drilocrius iheringi är en ringmaskart som först beskrevs av Wilhelm Michaelsen.  Drilocrius iheringi ingår i släktet Drilocrius och familjen Glossoscolecidae. Inga underarter finns listade i Catalogue of Life.